# Albert G. Porter
Albert Gallatin Porter (Lawrenceburg, 20 aprile 1824 – Indianapolis, 3 maggio 1897) è stato un politico, diplomatico e avvocato statunitense.
Governatore dell'Indiana dal 1881 al 1885.
Originariamente democratico, si unì al Partito Repubblicano nel 1856 dopo essere stato espulso dalla fazione pro-schiavitù del Partito Democratico. Solo la seconda persona nata in Indiana per diventare governatore dello stato, accettò a malincuore la candidatura del suo partito. Il suo mandato vide l'inizio dell'industrializzazione dell'Indiana che continuò per diversi decenni. Durante la seconda metà del suo mandato una forte maggioranza democratica prese il controllo dell'Assemblea generale dell'Indiana e revocò tutti i poteri di nomina del governatore e altre autorità, indebolendo la posizione dei governatori al suo stato più basso nella storia dello stato.

## Biografia
Albert G. Porter è nato il 20 aprile 1824 a Lawrenceburg, Indiana, figlio di Thomas e Myra Tousey Porter. Suo padre, un veterano della guerra del 1812, era un cassiere di banca presso la Farmer and Mechanic's Bank. Istituito dal governo statale nel 1818, la banca si piegò dopo il panico del 1819. Suo padre poi servì diversi anni come impiegato di contea finché la famiglia non si trasferì nella contea di Boone, nel Kentucky, dopo che sua madre ereditò la fattoria del padre. La grande fattoria vicino al fiume Ohio era il punto di attraversamento più comodo della zona, e Porter iniziò a gestire il traghetto del padre, attraversando carri e passeggeri attraverso il fiume.
Usando i soldi guadagnati lavorando sul traghetto, si iscrisse all'Hannover College nel 1839, ma presto finì i soldi per continuare la sua istruzione. Suo zio si offrì di pagare il resto della sua scuola, a condizione che passasse a una scuola metodista. Porter accettò, e frequentò e si diplomò alla Asbury University (ora DePauw University) nel 1843. L'anno successivo si trasferì a Indianapolis, nell'Indiana, dove prese un lavoro nell'ufficio dei revisori dei conti dello stato e servì brevemente come segretario privato del governatore dell'Indiana James Whitcomb. Whitcomb ha influenzato Porter nel perseguire una carriera legale, così ha iniziato a studiare legge nell'ufficio di Philip Spooner. Fu ammesso al bar dell'Indiana nel 1845 ed entrò in uno studio legale a Indianapolis diretto da Hiram Brown. Incontrò e sposò la figlia di Brown, Minerva, il 20 novembre 1846. La coppia ebbe cinque figli.
Porter ha svolto un lavoro secondario scrivendo per l'Indianapolis Journal, registrando le decisioni della Corte Suprema dell'Indiana e acquisendo una buona reputazione presso la corte. Ha servito come procuratore della città dal 1851 al 1853, dopo essere stato candidato alla carica di democratico. Nel 1853 fu nominato per un posto di reporter vacante per la Corte Suprema. Fu eletto nel 1854 da una forte maggioranza e prestò servizio fino al 1856. In quell'anno, fu coinvolto nella faida politica in corso tra le fazioni pro-schiavitù e anti-schiavitù del partito democratico di stato. La fazione pro-schiavitù vinse, e Porter fu tra gli uomini anti-schiavitù espulsi dal partito, facendolo entrare nel Partito repubblicano appena formato. Con l'aiuto di suo cognato, Porter iniziò a organizzare il Partito repubblicano della contea di Marion e corse per il consiglio comunale sul biglietto repubblicano. Ha servito un mandato parziale in carica ma si è dimesso nel 1859 dopo aver vinto le elezioni del Congresso del 1858.

## Attività politica
Ha servito nella Camera dei rappresentanti degli Stati Uniti fino al 1863, essendo stato rieletto una volta. Come deputato durante la guerra civile americana, sostenne gran parte della legislazione in tempo di guerra. Il suo principale contributo fu la sua indagine sulle ferrovie, che aveva accettato numerose sovvenzioni di terreni dal governo durante la guerra e gli anni precedenti. Calcolò il valore delle transazioni e aggiustò di nuovo l'ammontare che le ferrovie chiedevano per il pagamento per gli uomini e le munizioni di spedizione, facendo risparmiare al governo a corto di denaro diversi milioni di dollari. Fu nominato per la terza volta come candidato per il Congresso nel 1862, ma declinò principalmente a causa dello scarso stipendio della posizione e della necessità di ricostituire i suoi risparmi.
Tornò a Indianapolis dove divenne capo di uno dei principali studi legali dello stato; il suo partner più famoso fu il futuro presidente degli Stati Uniti, Benjamin Harrison. Ha assunto diversi casi di alto profilo, compreso il caso Ex parte Milligan, che si è concluso davanti alla Corte Suprema degli Stati Uniti, che ha stabilito che Lambdin P. Milligan, che era stato arrestato durante la guerra per attività sovversive, e processato e condannato da un tribunale militare, dovesse essere rilasciato in quanto il tribunale non aveva l'autorità di perseguire, fino a quando i tribunali civili erano ancora in funzione.
Fu nominato candidato repubblicano come governatore nel 1876, ma declinò. Nel 1878, Porter fu nominato dal presidente Rutherford B. Hayes come Controllore del Tesoro degli Stati Uniti. Come controllore ha supervisionato l'insediamento di numerose controversie di tesoreria risalenti alla guerra civile. Nel 1880, mentre Porter era ancora a Washington, il suo partito lo nominò nuovamente come governatore, a sua insaputa. Quando ricevette la notizia, il suo partito stava già stampando manifesti elettorali e i leader del partito sono stati in grado di convincerlo a correre per la carica, per il bene del partito. Con riluttanza accettò e tornò a Indianapolis.

## Attività da Governatore

### Iniziative
Una delle cose più importanti della campagna è stata l'improvviso cambiamento di abbigliamento di Porter. A Washington era ben noto per il suo stile e il suo modo di vestire, ma dopo aver accettato la nomina iniziò a vestirsi da contadino, compreso l'indossare un cappello di paglia. La campagna era "vigorosa" e Porter si recò in tutte le contee, tranne cinque, per fermarsi e pronunciare discorsi. Poiché aveva sostenuto gli scioperanti nel Great Railroad Strike del 1877, fu in grado di ottenere l'appoggio dei Cavalieri del Lavoro, che ottennero un ampio voto di lavoro a suo favore. Porter ha vinto per poco le elezioni di circa settemila voti. Fu il primo repubblicano a vincere il governatorato in dodici anni, e insieme a una forte maggioranza repubblicana eletta all'Assemblea generale dell'Indiana, iniziò un periodo di dominio repubblicano che avrebbe continuato per una generazione. Poco dopo l'inizio del suo mandato, il suo partito lo nominò candidato al Senato degli Stati Uniti, ma rifiutò.
Il termine di Porter si concentrava principalmente sul continuo sviluppo industriale nello stato e sui miglioramenti interni. Porter fece ispezionare la Great Kankakee Swamp nel nordovest dell'Indiana e progettò i piani per il suo drenaggio. La palude era al momento una delle più grandi zone umide degli Stati Uniti e comprendeva quasi un decimo dell'Indiana e gran parte dell'Illinois. I piani furono sottoposti all'Assemblea Generale che approvò il piano, guidando la bonifica di oltre 800 000 acri (3200 km²) di terreno. Per implementare il progetto, il governatore ha anche sostenuto la creazione del Dipartimento di geologia e storia naturale, il precursore del Dipartimento delle risorse naturali dell'Indiana.

### Diritti e attività di riforma
Tra gli altri progetti di successo di Porter si annovera la creazione dello State Board of Health, l'istituzione di regolamenti minerari che hanno migliorato significativamente le condizioni di lavoro per i minatori nello stato e la difesa dei diritti delle donne. Nel 1881, pronunciò un discorso all'Assemblea Generale sollecitandoli a concedere il suffragio alle donne. Sebbene non sia stata presa alcuna iniziativa in merito al suo parere, ha rinnovato il dibattito che aveva visto pochi progressi da quando il Governatore James D. Williams aveva emesso una richiesta simile diversi anni prima. Porter ha usato i suoi poteri di nomina per far avanzare la causa delle donne, nominando le donne in una varietà di posizioni nelle agenzie statali, ma principalmente per assumere le cariche di sovrintende alle istituzioni benevoli dello stato, come ospedali e orfanotrofi. Ha anche forzato con successo molti membri non esperti di importanti consigli di stato e li ha sostituiti con esperti sul campo.
Dopo diversi mesi di dibattiti, l'Assemblea Generale accettò un compromesso per garantire alle donne il diritto di voto accettando anche di emanare leggi sul divieto. Proponevano un emendamento alla costituzione statale che garantisse sia alle donne il diritto di voto, sia l'emanazione del divieto statale. Le due questioni dovevano essere prese in considerazione dall'elettorato subito, e nelle elezioni a metà percorso del 1882 l'emendamento era schiacciante sconfitto, così come i repubblicani quando arrivò al potere una grande maggioranza democratica.

### Il difficile governo con i Democratici
La seconda metà del mandato di Porter fu una delle rare volte nella storia dell'Indiana, dove il potere legislativo era completamente controllato da un partito ostile al governatore. Tipico di tali occasioni, l'assemblea cominciò a regnare nel governatore, la cui debole posizione costituzionale rendeva difficile resisterne. Uno dei loro primi atti fu revocare tutti i poteri di nomina del governatore. Pose il veto al disegno di legge al suo primo passaggio, ma l'assemblea lo annullò rapidamente, assumendosi la responsabilità di nominare tutti i membri del consiglio di amministrazione dello stato, un potere che il governatore aveva tenuto fin dalla Guerra Civile. Cominciarono anche a emanare una legislazione volta a indebolire il potere repubblicano in tutto lo stato, prima con la creazione di un consiglio di stato per gestire il nuovo dipartimento di polizia metropolitano di Indianapolis, togliendo il controllo al governo municipale controllato dai repubblicani. Insieme ad altre misure restrittive poste sul governatore, indebolirono l'ufficio esecutivo. Passarono quasi cinquanta anni prima che i governatori iniziassero a riconquistare il loro potere precedente.
L'unica legge significativa che il governatore è stato in grado di far passare in questo periodo, fu un disegno di legge per finanziare un programma di soccorso a seguito di un'alluvione che devastò le aree del fiume Wabash e dell'Ohio nel 1883. All'epoca l'inondazione era la peggiore nella storia documentata dello stato e aveva distrutto e danneggiato molte città e paesi, che avevano un significativo bisogno di assistenza. Termini consecutivi vietati dalla costituzione dello stato, Porter lasciò l'incarico nel 1884 e tornò alla sua pratica da legale.

## Gli ultimi anni e l'attività in Italia
La moglie di Porter era morta nel 1875 e il 5 gennaio 1881 si era risposato con Cornela Stone. Il matrimonio fu breve, e lei morì nel 1886. Il suo partito tentò di nominarlo nuovamente candidato a governatore nel 1888, ma declinò. Ha servito come delegato alla Convention nazionale repubblicana del 1888, dove ha pronunciato un discorso e nominato il suo vecchio socio avvocato Benjamin Harrison per candidarsi alla presidenza. Harrison vinse la nomina e la campagna e nominò Porter Ministro plenipotenziario in Italia nel 1889. Durante il suo periodo nel paese, supervisionò i negoziati con l'Italia sul linciaggio di undici italiani nel 1891, in seguito a un processo per omicidio molto pubblicizzato a New Orleans.
Si dimise nel 1892 e tornò a Indianapolis dove trascorse gli ultimi anni della sua vita lavorando a un libro sulla storia dell'Indiana. Non ha mai finito il libro, che rimane inedito. Ha sofferto una dura caduta dalla quale la sua salute non si è mai ripresa, causando la sua morte il 3 maggio 1897 e fu sepolto nel Crown Hill Cemetery.